# ماکسیم دیلدین
ماکسیم دیلدین (روسی: Максим Серге́евич Дылдин؛ زادهٔ ۱۹ مهٔ ۱۹۸۷) دونده اهل روسیه است.